# Sébékoro I
Sébékoro I, o anche Sébecoro I, è un comune rurale del Mali facente parte del circondario di Kolokani, nella regione di Koulikoro.